# Chhota Gobindpur
Chhota Gobindpur é uma vila no distrito de Purbi Singhbhum, no estado indiano de Jharkhand.

## Demografia
Segundo o censo de 2001, Chhota Gobindpur tinha uma população de 24 751 habitantes. Os indivíduos do sexo masculino constituem 53% da população e os do sexo feminino 47%. Chhota Gobindpur tem uma taxa de literacia de 76%, superior à média nacional de 59,5%; a literacia no sexo masculino é de 82% e no sexo feminino é de 69%. 12% da população está abaixo dos 6 anos de idade.